# Merino

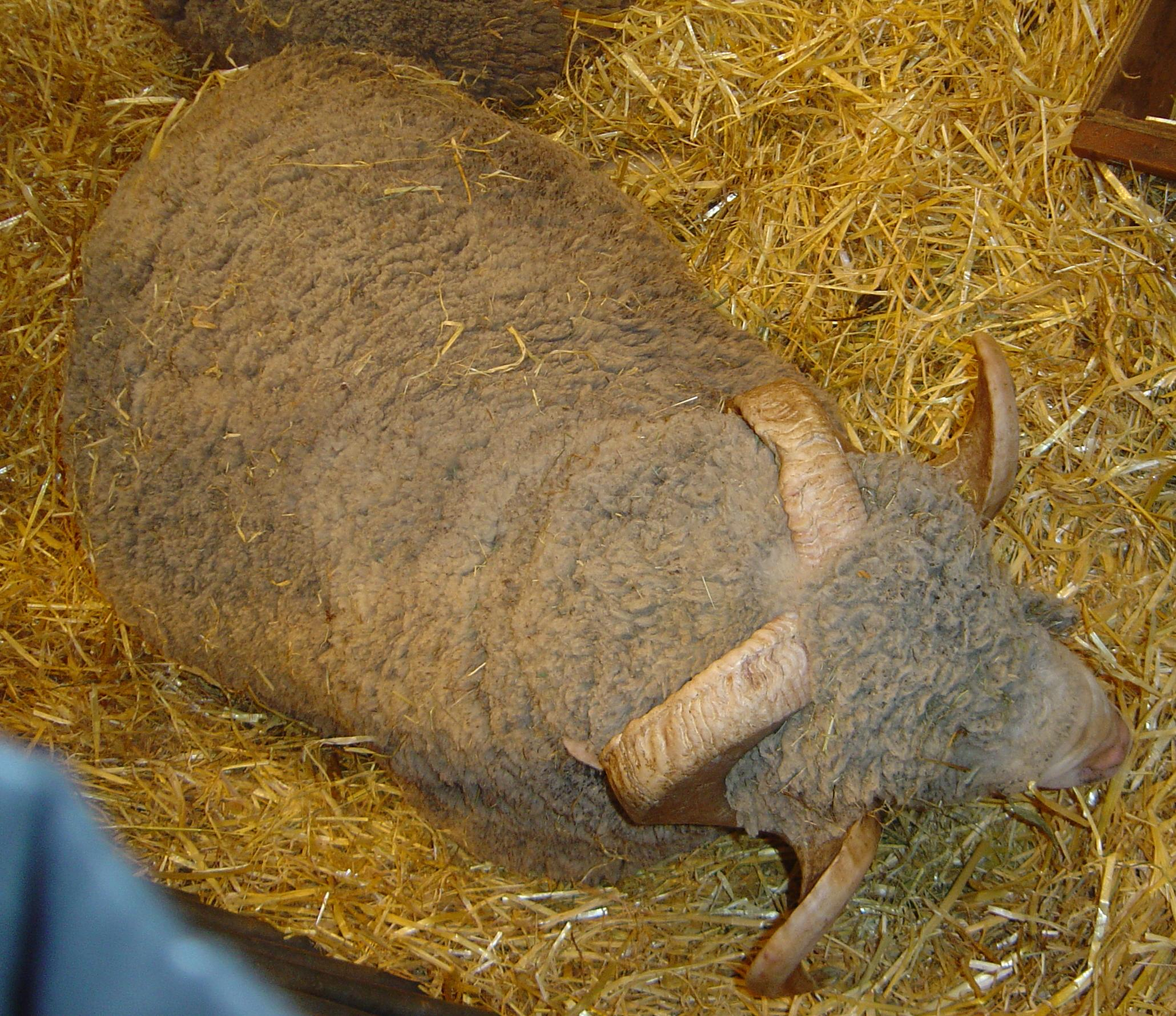
Een ongeschoren merinosschaap

Het merinoschaap of merinosschaap is een van de bekendste schapenrassen in de wereld. Het merinoschaap is een middelgroot actief ras met fijne beenderen, een roze huid en relatief hoge poten. Er zijn twee soorten merinosschapen: Schapen zonder hoorns (of alleen kleine stompjes) en gehoornde merinosschapen met lange spiraalvormige hoorns die dicht bij het hoofd groeien. De rammen hebben meestal hoorns en de ooien niet.
Er zijn zowel vlees- als wolmerino's.

## Wol

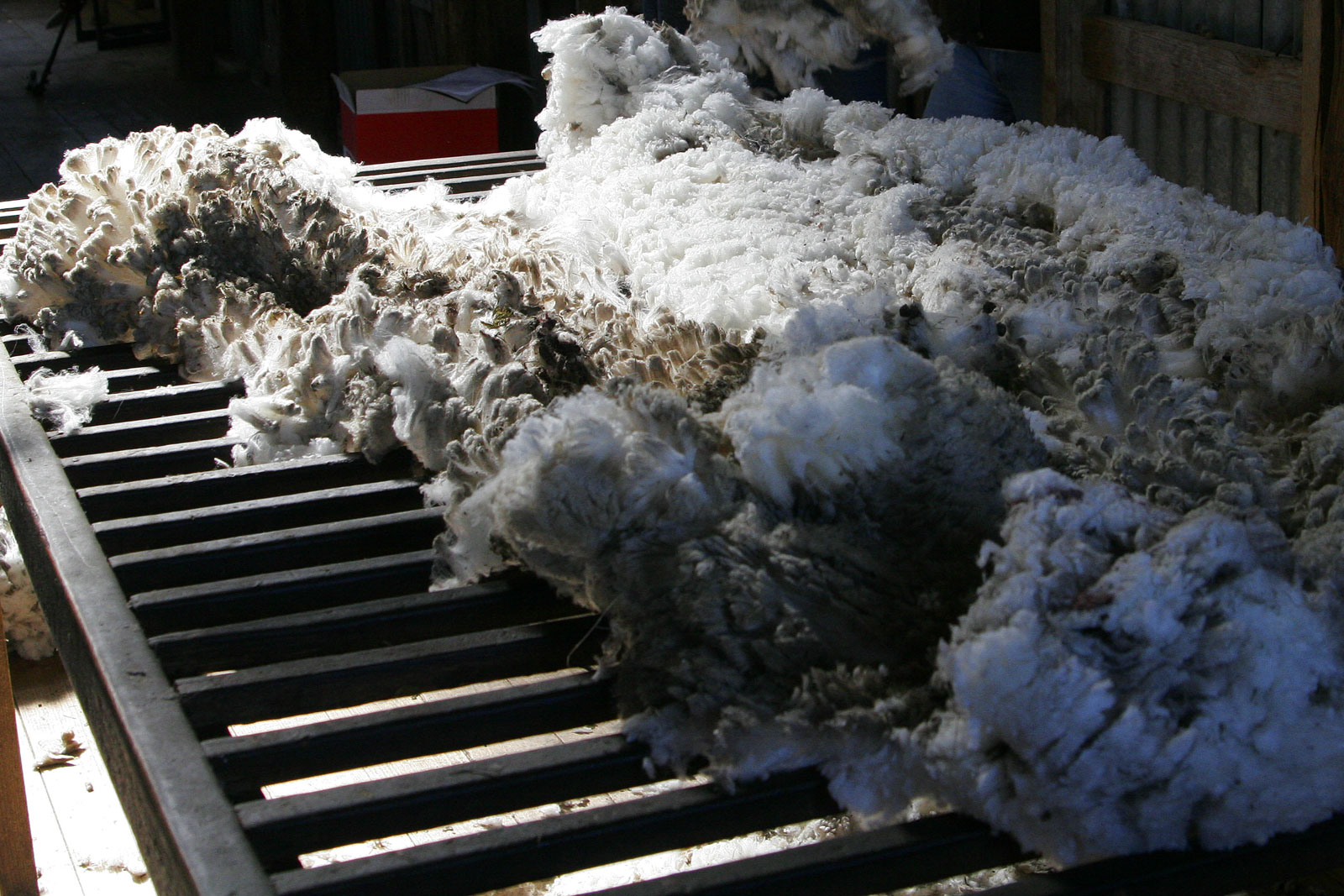
Geschoren wol van een merinosschaap

Het schaap is het bekendst om zijn wol.
De meeste merinoschapen hebben karakteristieke huidplooien rond de nek. Er zijn vele stromingen binnen het ras en het ene merinoschaap heeft dit duidelijker dan het andere. Afhankelijk van leeftijd, geslacht en fijnheid van de vezel, produceert een Nederlands merinoschaap tussen de 3 en 5 kilo wol per jaar. Een vacht heeft veel volume maar niet per se een hoog gewicht. Per vierkante centimeter groeien bij een merino tien keer zoveel haartjes als bij een gemiddeld ander schaap.
De wol heeft een zeer fijne structuur en is daarom geschikt voor tal van toepassingen. Zo wordt hij vooral gebruikt voor kleding, die op de huid kan worden gedragen. De vezeldikte van de wol van Nederlandse merinoschapen ligt tussen de 17 en 23 μm.

## Geschiedenis
Van oorsprong komen de merino's bij een kleine Berberstam uit Noord-Afrika (Marokko) vandaan. Aan de Moren is het succes van het merinosschaap te danken. Toen zij in Spanje heersten hebben zij de 'Mesta' opgericht, een soort gilde van schapenboeren die het fokken van schapen in goede banen moesten leiden.
De Spanjaarden kruisten deze met Spaanse schapen, wat uiteindelijk geresulteerd heeft in het schapenras zoals we het kennen. In de Middeleeuwen werd het merinosschaap als exclusief Spaans gezien en werd het cadeau gedaan aan hooggeplaatste gasten.
In 1519 namen Spaanse troepen de merinosschapen voor het eerst mee de landsgrenzen over. Vanaf die tijd werden steeds meer schapen geëxporteerd.
Begin 19e eeuw werden door Lodewijk Napoleon en later door Willem I van Nederland Spaanse merino's naar de Kempen gehaald om de wol van het lokale ras te verbeteren. Dit verklaart meteen waarom de wol van het Kempens schaap beter is dan deze van de andere heideschapen die verder in Nederland voorkomen.

## Verspreiding
Vanuit Spanje hebben de merinosschapen zich verspreid over de gehele wereld. Binnen Europa exporteerden de Spanjaarden de eerste merino's naar Zweden. Later heeft het ook geresulteerd in een export naar Oostenrijk, Frankrijk, Denemarken, Italië, Engeland en een paar Duitse deelstaten. Later volgde ook de export over de gehele wereld. De eerste Amerikaanse merino's zijn door kapitein Ephraim Sturdivant via Portugal de Verenigde Staten binnen gebracht.
Merino's zijn terug te vinden in Nieuw-Zeeland, Australië, Argentinië, Zuid-Afrika en het westelijk deel van de Verenigde Staten. In Australië en Nieuw-Zeeland zijn de merino's gekruist met de schapenrassen lincoln, leicester, shropshire, suffolk en andere rassen om de wol te verbeteren maar de andere gewenste eigenschappen van het andere ras ook te behouden.
In Nederland is het ras merino sinds augustus 2021 een door RVO erkend schapenras. Registratie en dieradministratie wordt bijgehouden via NSFO (Nederlandse Schapen en Geiten Fokkers Organisatie). Aangesloten fokkers hebben zich verenigd in NFWM.

### Voortplanting
Het merinosschaap heeft een niet seizoensgebonden bronst. Ooien kunnen drie keer lammeren in twee jaar.